# 王熙齡
王熙齡（?—?），字石云，江西省建昌府南城縣人，清朝政治人物、同進士出身。

## 生平
光緒二十年（1894年），参加光緒甲午科殿試，登進士三甲139名。同年五月，以主事分部学习。